# Monastère Agios Stefanos
Le monastère Agios Stefanos (en grec moderne : Μονή Αγίου Στεφάνου, Saint Étienne) est un monastère féminin chrétien orthodoxe qui fait partie des monastères des Météores, situés en Grèce, dans la vallée du Pénée en Thessalie.

## Histoire
Ce monastère aurait été fondé par un ermite nommé Iérémias (Jérémie) vers 1191.
Il possède deux églises, dont l'une, le catholicon, construite en 1798 sur le type des églises du mont Athos (à 3 conques et à double exonarthex), et il abrite les reliques de saint Charalampe censées apporter la guérison, surtout des maladies infectieuses.
Le monastère fut en partie détruit lors de la Seconde Guerre mondiale. Depuis 1961, il est occupé par des moniales qui animent un atelier d’icônes.
En 1988, il a été inscrit au patrimoine mondial de l'UNESCO comme tout le site des Météores. Depuis 2011, l'higoumène est Christonýmfi des Météores,.

## Galerie

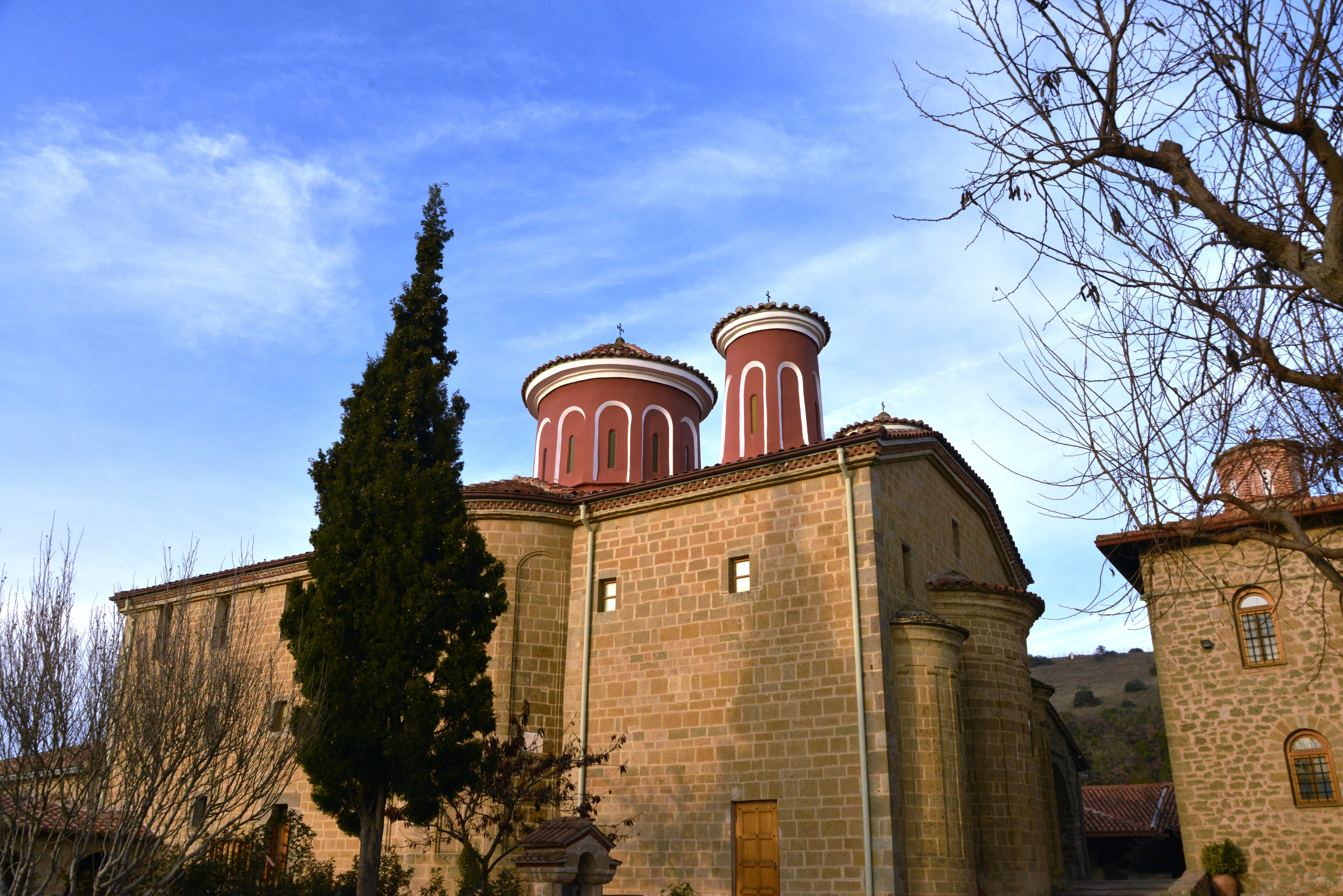
Vue de l'extérieur de l'église du monastère.
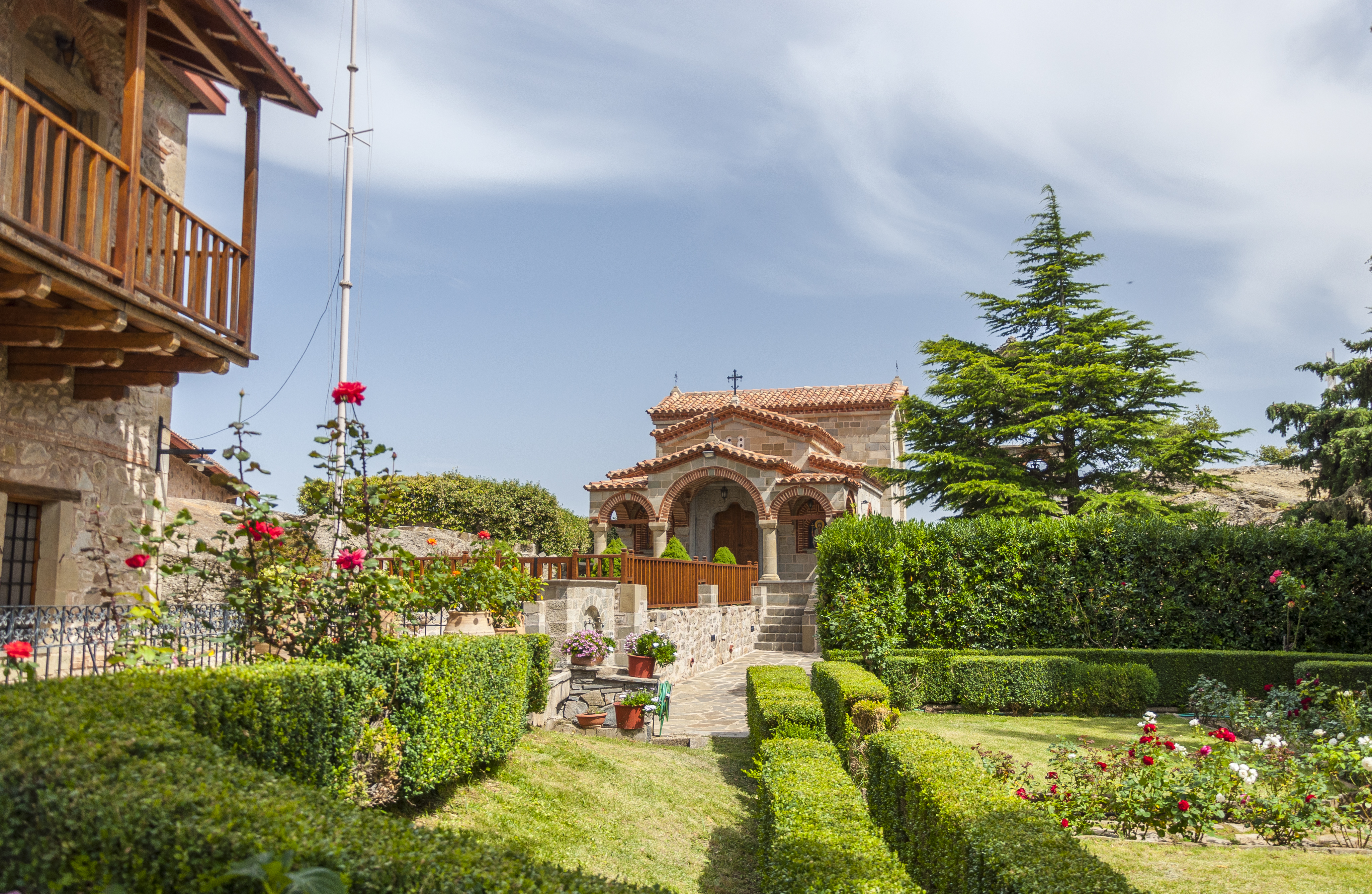
Vue des jardins du monastère.